# Urost
Urost település Franciaországban, Pyrénées-Atlantiques megyében. Lakosainak száma 77 fő (2022. január 1.). Urost Lespourcy, Lombia és Sedzère községekkel határos.

## Népesség
A település népessége az elmúlt években az alábbi módon változott:
| Lakosok száma | 76   | 77   | 79   | 76   | 76   | 76   | 76   | 76   | 77   |
|               | 2013 | 2015 | 2016 | 2017 | 2018 | 2019 | 2020 | 2021 | 2022 |